# NGC 5463
NGC 5463 је спирална галаксија у сазвежђу Волар која се налази на NGC листи објеката дубоког неба.
Деклинација објекта је + 9° 21' 11" а ректасцензија 14h 6m 10,6s. Привидна величина (магнитуда) објекта NGC 5463 износи 12,9 а фотографска магнитуда 13,8. NGC 5463 је још познат и под ознакама NGC 5463A, UGC 9017, MCG 2-36-40, CGCG 74-102, PGC 50299.